# Moomin (serie animata 1969)
Moomin (ムーミン?, Mūmin) è un anime prodotto dalla Zuiyo Enterprise in collaborazione con Mushi Production e  Tokyo Movie Shinsha nel 1969 in 65 episodi e ispirato ai racconti dei Mumin scritti da Tove Jansson a partire dal 1945. Di questo anime è stato prodotto un remake nel 1972 dal titolo Shin Moomin. La serie è stata trasmessa per la prima volta dalla Fuji Television a partire dal 5 ottobre 1969; nonostante il World Masterpiece Theater della Nippon Animation non fosse ancora ufficialmente iniziato, l'anime è da considerarsi un precursore di tale progetto. 

## Trama
La serie segue le vicende di Moomin Troll e dei suoi amici nella fittizia Moomin Valley in Finlandia.

## Produzione
Malgrado il buon successo riscosso dalla serie in patria, la Jansson rimase molto delusa da come erano stati adattati i suoi racconti. A differenza dei libri i personaggi dell'anime si comportano spesso in maniera scorretta o addirittura violenta. La serie umoristica era infatti indirizzata ad un pubblico di giovani adulti più che di bambini.

## Episodi
La serie è inedita in Italia, quindi non sono disponibili i titoli degli episodi in italiano.
| Nº | Titolo inglese Giapponese 「Kanji」 - Rōmaji                                                            | In onda           | In onda |
| Nº | Titolo inglese Giapponese 「Kanji」 - Rōmaji                                                            | Giapponese        |         |
| 1  | Secret of Silk Hat 「シルクハットのひみつ」 - shirukuhatto nohimitsu                                    | 5 ottobre 1969    |         |
| 2  | Aim at the heart of the devil 「悪魔のハートをねらえ」 - akuma no hato wonerae                          | 12 ottobre 1969   |         |
| 3  | It is Rains! It is Storm!! It is Flood!!! 「雨だ!あらしだ!!洪水だ!!!」 - ame da! arashida!! kōzui da!!! | 19 ottobre 1969   |         |
| 4  | Where is Wonderful Spring? 「ふしぎの泉はどこにある?」 - fushigino izumi hadokoniaru?                   | 26 ottobre 1969   |         |
| 5  | Rifle of the memory of papa 「パパの思い出のライフル」 - papa no omoide no raifuru                      | 2 novembre 1969   |         |
| 6  | Nonnon who comes back 「かえってきたノンノン」 - kaettekita nonnon                                      | 9 novembre 1969   |         |
| 7  | Good-bye, Gao-Gao 「さよならガオガオ」 - sayonara gaogao                                                | 16 novembre 1969  |         |
| 8  | Nonnon is in danger 「ノンノンがあぶない」 - nonnon gaabunai                                            | 23 novembre 1969  |         |
| 9  | Train Great Robber of Moomin Valley 「ムーミン谷の列車大強盗」 - mumin tani no ressha dai gōtō          | 30 novembre 1969  |         |
| 10 | Mysterious Midget 「ふしぎなこびと」 - fushiginakobito                                                  | 7 dicembre 1969   |         |
| 11 | Collection Which Disappeared 「消えたコレクション」 - kie ta korekushon                                 | 14 dicembre 1969  |         |
| 12 | Christmas of Moomin Valley 「ムーミン谷のクリスマス」 - mumin tani no kurisumasu                        | 21 dicembre 1969  |         |
| 13 | Papa is a popular writer 「パパは売れっ子作家」 - papa ha urekko sakka                                  | 28 dicembre 1969  |         |
| 14 | The Last Day in Moomin Valley 「ムーミン谷最後の日」 - mumin tani saigo no nichi                        | 4 gennaio 1970    |         |
| 15 | Put up the sail! Moomin ship 「帆を上げろ!ムーミン号」 - ho wo age ro! mumin gō                         | 11 gennaio 1970   |         |
| 16 | Dr. Gnos of mystery 「謎のグノース博士」 - nazo no gunosu hakase                                        | 18 gennaio 1970   |         |
| 17 | Where is a baby? 「ベビーはどこに」 - bebi hadokoni                                                     | 25 gennaio 1970   |         |
| 18 | I want to become a beggar 「乞食になりたい」 - kojiki ninaritai                                         | 1º febbraio 1970  |         |
| 19 | Landfall on the moon, O.K.! 「月着陸OK!」 - gatsu chakuriku ok!                                         | 8 febbraio 1970   |         |
| 20 | Hustle on Skis! 「スキーでハッスル!」 - suki de hassuru!                                                | 15 febbraio 1970  |         |
| 21 | Strange Child without Home 「ふしぎな家なき子」 - fushigina ie naki ko                                  | 22 febbraio 1970  |         |
| 22 | I’m Mountaineer, Yoo-hoo! 「山男だよヤッホー!」 - yamaotoko dayo yahho!                                 | 1º marzo 1970     |         |
| 23 | The big operation plan of Little Mee 「チビのミー大作戦」 - chibi no mi daisakusen                      | 8 marzo 1970      |         |
| 24 | Gunman of Deserted Mountain 「おさびし山のガンマン」 - osabishi yama no ganman                          | 15 marzo 1970     |         |
| 25 | Congratulations, Snork 「おめでとうスノーク」 - omedetō sunoku                                          | 22 marzo 1970     |         |
| 26 | Nonnon, Please turn around to me 「ノンノンこっちむいて」 - nonnon kocchimuite                          | 29 marzo 1970     |         |
| 27 | Ninny who lost a face 「顔をなくしたニンニ」 - kao wonakushita ninni                                    | 5 aprile 1970     |         |
| 28 | Small, great adventure 「小さな大冒険」 - chiisa na daibōken                                            | 12 aprile 1970    |         |
| 29 | Flying Demon(=The Hobgoblin) appears 「ひこう鬼現わる」 - hikō oni arawa ru                             | 19 aprile 1970    |         |
| 30 | Present from Heaven 「天国からの贈りもの」 - tengoku karano okuri mono                                  | 26 aprile 1970    |         |
| 31 | I'm sorry, Stinky 「ごめんねスティンキー」 - gomenne suteinki                                           | 3 maggio 1970     |         |
| 32 | Haunted House in the forest 「森のゆうれい屋敷」 - mori noyūrei yashiki                                 | 10 maggio 1970    |         |
| 33 | Cowardly Beans Thief 「おくびょうな豆泥棒」 - okubyōna mame dorobō                                      | 17 maggio 1970    |         |
| 34 | Golden Horse, Silver Horse 「金の馬銀の馬」 - kin no uma gin no uma                                     | 24 maggio 1970    |         |
| 35 | Aurora of Summer Festival 「夏祭りのオーロラ」 - natsumatsuri no orora                                  | 31 maggio 1970    |         |
| 36 | Notebook of Moomin papa 「ムーミンパパのノート」 - muminpapa no noto                                    | 7 giugno 1970     |         |
| 37 | Small, Ugly Pet 「小さなみにくいペット」 - chiisa naminikui petto                                       | 14 giugno 1970    |         |
| 38 | Miss Mermaid, Hello 「人魚さんこんにちわ」 - ningyo sankonnichiwa                                       | 21 giugno 1970    |         |
| 39 | Who is in the house 「家にいるのは誰だ」 - ie niirunoha dare da                                         | 28 giugno 1970    |         |
| 40 | Secret of Nyoro-Nyoro(=Hattifattener) 「ニョロニョロのひみつ」 - nyoronyoro nohimitsu                   | 5 luglio 1970     |         |
| 41 | Catch Mamelk 「マメルクをつかまえろ」 - mameruku wotsukamaero                                           | 12 luglio 1970    |         |
| 42 | Big, Big Present 「大きな大きなプレゼント」 - ooki na ooki na purezento                                 | 19 luglio 1970    |         |
| 43 | Stormy Monster Island 「あらしの怪獣島」 - arashino kaijū shima                                         | 26 luglio 1970    |         |
| 44 | Where is the marine star? 「海の星はどこに」 - umi no hoshi hadokoni                                    | 2 agosto 1970     |         |
| 45 | Devilish Island has come 「悪魔の島がやってきた」 - akuma no shima gayattekita                          | 9 agosto 1970     |         |
| 46 | Look for Snow of Midsummer! 「真夏の雪を探せ!」 - manatsu no yuki wo sagase!                            | 16 agosto 1970    |         |
| 47 | Lost Pendant 「なくしたペンダント」 - nakushita pendanto                                                | 23 agosto 1970    |         |
| 48 | Echo Which Has Walked 「歩いてきた山びこ」 - arui tekita yama biko                                      | 30 agosto 1970    |         |
| 49 | I hate pianos 「ピアノなんか大嫌い」 - piano nanka daikirai                                             | 6 settembre 1970  |         |
| 50 | Slip out the ring of sleep 「眠りの輪をぬけだせ」 - nemuri no wa wonukedase                             | 13 settembre 1970 |         |
| 51 | To be sentimental in autumn 「秋はおセンチに」 - aki hao senchi ni                                      | 20 settembre 1970 |         |
| 52 | Doll which dances in a moonlight night 「月夜に踊る人形」 - tsukiyo ni odoru ningyō                     | 27 settembre 1970 |         |
| 53 | Kite knew 「凧が知っていた」 - tako ga shitte ita                                                       | 4 ottobre 1970    |         |
| 54 | Good-bye, migratory bird 「さようなら渡り鳥」 - sayōnara wataridori                                     | 11 ottobre 1970   |         |
| 55 | Dove doesn’t fly 「鳩は飛ばない」 - hato ha toba nai                                                    | 18 ottobre 1970   |         |
| 56 | Carnival of Moomin Valley 「ムーミン谷のカーニバル」 - mumin tani no kanibaru                           | 25 ottobre 1970   |         |
| 57 | Secret of the old woman 「お婆ちゃんのひみつ」 - o baa channohimitsu                                    | 1º novembre 1970  |         |
| 58 | Is Nonnon gone? 「ノンノンがいなくなる?」 - nonnon gainakunaru?                                         | 8 novembre 1970   |         |
| 59 | There is a trick in Magic 「手品にはタネがある」 - tejina niha tane gaaru                               | 15 novembre 1970  |         |
| 60 | Lonely Winter 「ひとりぼっちの冬」 - hitoribocchino fuyu                                                | 22 novembre 1970  |         |
| 61 | Snow Rabbit which disappeared 「消えた雪うさぎ」 - kie ta yuki usagi                                    | 29 novembre 1970  |         |
| 62 | Mischief of Ice Princess 「氷姫のいたずら」 - koori hime noitazura                                      | 6 dicembre 1970   |         |
| 63 | Princess only during one day 「一日だけのお姫様」 - tsuitachi dakenoo himesama                          | 13 dicembre 1970  |         |
| 64 | Who's Afraid of Shadow? 「影なんか恐くない」 - kage nanka kowaku nai                                    | 20 dicembre 1970  |         |
| 65 | Good Night, Moomin 「おやすみムーミン」 - oyasumi mumin                                                 | 27 dicembre 1970  |         |

## Doppiaggio
- Kyoko Kishida: Moomin Troll
- Chikao Ohtsuka: Stinky
- Hiroyuki Nishimoto: Snufkin
- Hitoshi Takagi: Moomin Papa
- Jouji Yanami: Muskrat
- Junko Hori: Mii
- Junpei Takiguchi: Moran
- Koichi Kitamura: Herumu
- Kousei Tomita: Sniff
- Masashi Amenomori: Hemulin
- Miyoko Shoji: Mimura
- Taichirou Hirokawa: Snork
- Yoshiko Yamamoto: Too-Ticky